# 伊格納西奧·德·韋因特米利亞
馬里奧·伊格納西奧·法蘭西斯科·托馬斯·安東尼奧·德·貝因特米拉-比拉西斯（Mario Ignacio Francisco Tomás Antonio de Veintemilla y Villacís，1828年7月31日—1908年7月19日），厄瓜多政治人物，1876年至1883年擔任厄瓜多總統。

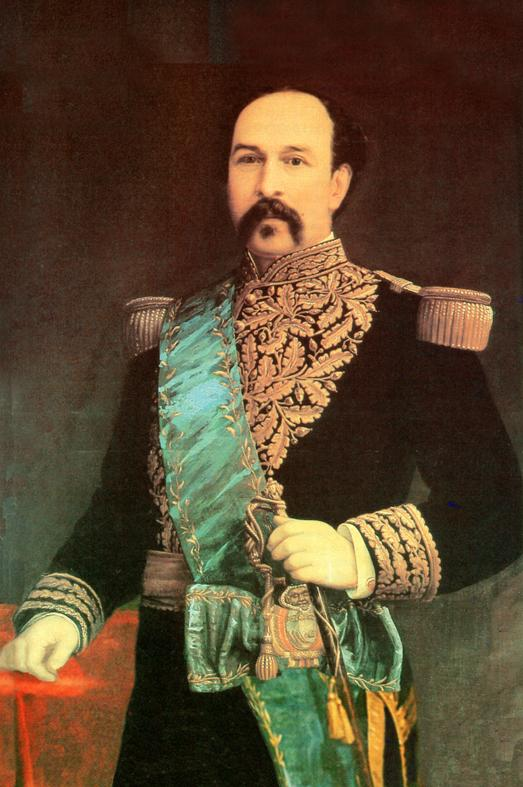
伊格納西奧·德·貝因特米拉